# Nichicon
Nichicon Corporation (ニチコン株式会社, Nichikon Kabushiki-gaisha) (ニチコン株式会社, Nichikon Kabushiki-gaisha?) é um fabricante de capacitores de vários tipos e aplicações sendo uma das maiores fabricantes de capacitores do mundo, com sede em Karasuma Oike, Kyoto, Japão. Em 1950, separada da Nii Works Co., estabeleceu-se como Kansai-Nii Works e terminou sua primeira fábrica, em 1956. Em 1961, passou a adotar o nome de Nichicon  e têm vindo a utilizar desde então.

## Anos 2000
No início da década de 2000, a Nichicon foi uma das primeiras fabricantes a ser pega pela praga dos capacitores. Nenhuma razão foi determinada para  produção de capacitores defeituosos, mas algumas fontes afirmaram que esses capacitores estavam preenchidos com eletrólito ou foram construídos usando fluido eletrólito em excesso, causando falhas prematuras em qualquer equipamento que os usasse. A Nichicon recebeu ações de processos na justiça por causa de seu uso pelos principais fabricantes de computadores, incluindo a Dell, a Hewlett-Packard e a Apple. Em 2010, a Dell entrou com processo civil contra a Nichicon em face do envio de pelo menos 11,8 milhões de computadores de maio de 2003 a julho de 2005 a manutenção que utilizavam componentes defeituosos da Nichicon e eram propensos a falhas sérias.